# إيف بوفير
إيف بوفير هو رائد أعمال سويسري، ولد في 8 سبتمبر 1963 في جنيف في سويسرا.